# Show! Music Core
Show! Music Core (hangul: 쇼! 음악중심) är ett sydkoreanskt TV-program som direktsänds varje lördag på MBC.

## Beskrivning
Varje vecka framträder utvalda artister live på scen med sina nya låtar i programmet och tävlar om första plats. I Show! Music Core utses tre vinnare i varje avsnitt sedan ett nytt upplägg använts från november 2015.
Tillsammans med liknande program som sänds under veckan på andra TV-kanaler är Show! Music Core en av de främsta plattformarna för marknadsföring av ny musik i Sydkorea. Redan etablerade skivbolag och artister har större chans att få medverka i programmen då det bland annat ger högre tittarsiffror.

## Flest vinster

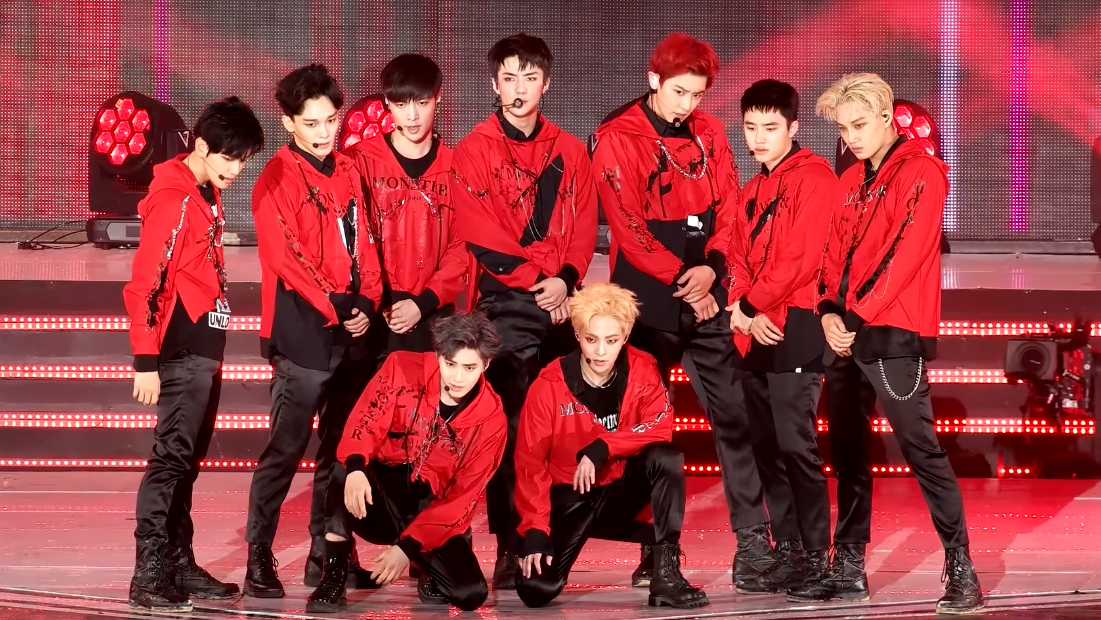
Pojkbandet Exo har vunnit Show! Music Core fler gånger än någon annan artist, totalt 13 veckor.

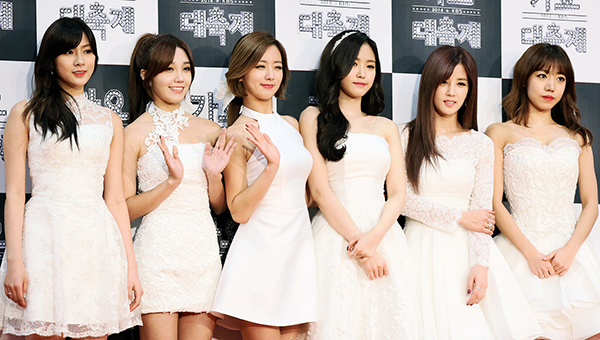
Apink är den mest framgångsrika tjejgruppen i programmet med 6 vinster.

| Plats | Artist            | Antal | Debut |
| ----- | ----------------- | ----- | ----- |
| 1     | Exo               | 13    | 2012  |
| 2     | Beast             | 9     | 2009  |
| 3     | Apink             | 6     | 2011  |
| 4     | BIGBANG           | 5     | 2006  |
| 4     | Girls' Generation | 5     | 2007  |
| 5     | Shinhwa           | 4     | 1998  |
| 5     | g.o.d.            | 4     | 1999  |
| 5     | INFINITE          | 4     | 2010  |
| 6     | Epik High         | 3     | 2003  |
| 6     | Sistar            | 3     | 2010  |
| 6     | Soyou (Sistar)    | 3     | 2010  |
| 6     | B1A4              | 3     | 2011  |
| 6     | Roy Kim           | 3     | 2013  |

## Liknande program
- The Show — tisdagar på SBS MTV
- Show Champion — onsdagar på MBC Music
- M! Countdown — torsdagar på Mnet
- Simply K-pop — fredagar på Arirang TV
- Music Bank — fredagar på KBS
- Inkigayo — söndagar på SBS